# Wilhelm Knüppel
Wilhelm Knüppel (* 12. November 1902 Suckow an der Ihna, Kreis Saatzig; † 26. September 1968 Koblenz) war ein deutscher Offizier, zuletzt im Dienstgrad eines Generalmajors.

## Werdegang
Knüppel trat im April 1922 als Fahnenjunker in die Reichswehr ein und wurde zum Dezember 1925 im Infanterie-Regiment 8 zum Leutnant befördert. Er wurde Kompaniechef der 5. Kompanie im Infanterie-Regiment 107 und wurde am 1. November 1938 zum Major befördert. Vom 26. August 1939 bis 20. April 1940 war er Erster Generalstabsoffizier der 246. Infanterie-Division (Wehrmacht). Von April 1940 bis Dezember 1942 war er Generalstabsoffizier Ia des XXXXIII. Armeekorps und wurde in dieser Verwendung zum März 1942 zum Oberstleutnant befördert. Er war von 25. Januar bis Mai 1945 Chef des Generalstabes der 4. Panzerarmee. Am 1. Mai 1945 wurde er Generalmajor.
Nach dem Krieg befand er sich bis 1948 in Kriegsgefangenschaft.

## Auszeichnungen
- Deutsches Kreuz in Gold
- Ritterkreuz des Eisernen Kreuzes[3]